# Оппенгейм, Джонатан
Джонатан Оппенгейм (англ. Jonathan Oppenheim; род. XX век) — британский физик, профессор физики в Университетском колледже Лондона. Он является экспертом в области квантовой теории информации и квантовой гравитации.

## Биография
Оппенгейм получил степень бакалавра в Университете Торонто в 1993 году и степень доктора философии в Университете Британской Колумбии в 2001 году. Его докторская диссертация под названием Quantum Time, была посвящена времени упорядочивания в квантовой механике и была написана под руководством Билла Анру.
В 2004 году он был постдоком у Якоба Бекенштейна и королевским научным сотрудником в Кембриджском университете, прежде чем начать работу в Университетском колледже Лондона.
В 2005 году, вместе с Михалом Городецким и Андреасом Винтером, Оппенгейм открыл квантовое слияние состояний и использовал эту примитиву, чтобы показать, что квантовая информация может быть отрицательной. В продолжение этой работы Оппенгейм и его соавторы разработали ресурсную теорию для термодинамики на нано- и квантовом уровне.
В 2017 году Оппенгейм и Луис Масанес вывели третий закон термодинамики с использованием аргументов квантовой информации и установили предел скорости, с которой информация может быть стёрта.
В 2023 году Оппенгейм опубликовал предложение о гибридной теории, которая объединяет классическую общую теорию относительности с квантовой теорией поля. Согласно этому предложению, пространство-время не квантуется, а остаётся гладким и непрерывным, подверженным случайным флуктуациям.

## Общество съедобных бюллетеней
Будучи студентом, Оппенгейм участвовал в Обществе съедобных бюллетеней, которое сатирически продвигало идею съедения бюллетеней, чтобы подчеркнуть дефицит демократии в избирательной политике. Он был арестован на протестах против APEC в кампусе Университета Британской Колумбии в 1997 году. Он отказался от участия в Комиссии по общественным жалобам против КККП после отказа премьер-министра давать показания.
Его группа несла ответственность за контрабанду осадной катапульты в средневековый город Квебек во время саммита Америк в 2001 году. Катапульта использовалась для метания плюшевых медведей.